# Eleição federal na Alemanha em 1990
As eleições federais na Alemanha foram realizadas a 2 de Dezembro de 1990 e, serviram para eleger os 662 deputados para o Bundestag.

## Contexto político
A 11 de Novembro de 1989, o Muro de Berlim, que simbolizava a divisão das duas Alemanhas, caiu e, com ele, caiu o regime comunista da República Democrática Alemã. Esta queda do regime comunista, a realização de eleições democráticas na RDA em 1990 e, acima de tudo, a mobilização popular por uma rápida reunificação da Alemanha, levou que, tal fosse conseguido, a 3 de Outubro de 1990, menos de um ano depois da queda do Muro de Berlim.
Após a reunificação, decidiu convocar-se eleições antecipadas, sendo estas, as primeiras eleições, livres e democráticas, realizadas numa Alemanha reunificada desde 1933.

## Análise dos resultados
Os resultados deram uma estrondosa vitória aos partidos irmãos de centro-direita, União Democrata-Cristã e União Social-Cristã, que conquistaram 319 deputados, ficando a, apenas, 13 da maioria absoluta. O clima de euforia em torno da reunificação, e, também, a popularidade de Helmut Kohl, em especial, na antiga RDA, jogaram a favor dos democratas-cristãos. Os parceiros de coligação de governo de CDU/CSU, o Partido Democrático Liberal, também beneficiaram do enorme clima de euforia em torno do governo de Kohl, obtendo o seu melhor resultado desde 1961, conquistando 11,0% dos votos e 79 deputados.
O Partido Social-Democrata, liderado por Oskar Lafontaine, foi um dos grandes perdedores, obtendo, apenas, 33,5% dos votos e 239 deputados, o pior resultado dos social-democratas desde 1957. A enorme popularidade de Kohl e, por outro lado, a pouca popularidade de Lafontaine e, também, a fraca implementação na antiga RDA, em muito explicam o mau resultado do SPD.
Os Verdes também foram prejudicados pelo clima de euforia em torno de reunificação, perdendo representação parlamentar, ficando-se, apenas pelos 3,8% dos votos. Apesar disto, a Aliança 90/Os Verdes conseguiu representação parlamentar, graças ter ultrapassado os 5% exigidos na antiga RDA, ficando com 8 deputados.
Por fim, o Partido do Socialismo Democrático, sucessor do Partido Socialista Unificado da Alemanha que liderou o regime comunista da RDA, conseguiu entrar no parlamento federal, muito graças aos 11% conseguidos na antiga RDA, elegendo 17 deputados.
Após as eleições, a coligação CDU/CSU e FDP foi renovado e, Helmut Kohl tornou-se o primeiro chanceler de uma Alemanha reunificada.

## Resultados Oficiais

### Método Proporcional (Lista)
| Partido                     | Partido                           | Partido                           | Lista de Partido | Lista de Partido | Lista de Partido | Lista de Partido | Lista de Partido |
| Partido                     | Partido                           | Partido                           | Votos            | %                | +/-              | Deputados        | +/-              |
| --------------------------- | --------------------------------- | --------------------------------- | ---------------- | ---------------- | ---------------- | ---------------- | ---------------- |
|                             |                                   | União Democrata-Cristã            | 17 055 116       | 36,71 / 100,00   | 2,26             | 76 / 334         | 15               |
|                             | União Social-Cristã               | 3 302 980                         | 7,11 / 100,00    | 2,70             | 8 / 334          | 4                |                  |
| CDU/CSU                     | CDU/CSU                           | 20 358 096                        | 43,82 / 100,00   | 0,44             | 84 / 334         | 19               |                  |
|                             | Partido Social-Democrata          | Partido Social-Democrata          | 15 545 366       | 33,46 / 100,00   | 3,58             | 148 / 334        | 34               |
|                             | Partido Democrático Liberal       | Partido Democrático Liberal       | 5 123 233        | 11,03 / 100,00   | 1,94             | 78 / 334         | 30               |
| Barreira Eleitoral de 5,00% |                                   |                                   |                  |                  |                  |                  |                  |
|                             | Os Verdes                         | Os Verdes                         | 1 788 200        | 3,85 / 100,00    | 4,41             | 0 / 334          | 44               |
|                             | Partido do Socialismo Democrático | Partido do Socialismo Democrático | 1 129 578        | 2,43 / 100,00    | Novo             | 16 / 334         | Novo             |
|                             | Os Republicanos                   | Os Republicanos                   | 987 269          | 2,13 / 100,00    | Novo             | 0 / 334          | Novo             |
|                             | Aliança 90                        | Aliança 90                        | 559 207          | 1,20 / 100,00    | Novo             | 8 / 334          | Novo             |
|                             | Outros (com menos de 1,00%)       | Outros (com menos de 1,00%)       | 964 843          | 2,07 / 100,00    |                  | 0 / 334          |                  |
| Votos Inválidos             | Votos Inválidos                   | Votos Inválidos                   | 540 143          |                  |                  |                  |                  |
| Total                       | Total                             | Total                             | 46 995 915       | 100,00 / 100,00  |                  | 334 / 334        | 63               |
| Eleitorado/Participação     | Eleitorado/Participação           | Eleitorado/Participação           | 60 436 560       | 77,66 / 100,00   | 6,67             |                  |                  |
| Fonte                       | Fonte                             | Fonte                             | [ 7 ]            | [ 7 ]            | [ 7 ]            | [ 7 ]            | [ 7 ]            |

### Método Uninominal (Distrito)
| Partido                 | Partido                           | Partido                           | Distrito Eleitoral | Distrito Eleitoral | Distrito Eleitoral | Distrito Eleitoral | Distrito Eleitoral |
| Partido                 | Partido                           | Partido                           | Votos              | %                  | +/-                | Deputados          | +/-                |
| ----------------------- | --------------------------------- | --------------------------------- | ------------------ | ------------------ | ------------------ | ------------------ | ------------------ |
|                         |                                   | União Democrata-Cristã            | 17 707 574         | 38,27 / 100,00     | 0,73               | 192 / 328          | 68                 |
|                         | União Social-Cristã               | 3 423 904                         | 7,40 / 100,00      | 2,83               | 43 / 328           | 2                  |                    |
| CDU/CSU                 | CDU/CSU                           | 21 131 478                        | 45,67 / 100,00     | 2,10               | 235 / 328          | 66                 |                    |
|                         | Partido Social-Democrata          | Partido Social-Democrata          | 16 279 980         | 35,18 / 100,00     | 4,00               | 91 / 328           | 12                 |
|                         | Partido Democrático Liberal       | Partido Democrático Liberal       | 3 595 135          | 7,77 / 100,00      | 3,11               | 1 / 328            | 1                  |
|                         | Os Verdes                         | Os Verdes                         | 2 037 885          | 4,40 / 100,00      | 2,62               | 0 / 328            | Estável            |
|                         | Partido do Socialismo Democrático | Partido do Socialismo Democrático | 1 049 245          | 2,27 / 100,00      | Novo               | 1 / 328            | Novo               |
|                         | Os Republicanos                   | Os Republicanos                   | 767 652            | 1,66 / 100,00      | Novo               | 0 / 328            | Novo               |
|                         | Aliança 90                        | Aliança 90                        | 552 027            | 1,19 / 100,00      | Novo               | 0 / 328            | Novo               |
|                         | Outros (com menos de 1,00%)       | Outros (com menos de 1,00%)       | 861 523            | 1,86 / 100,00      |                    | 0 / 328            |                    |
| Votos Inválidos         | Votos Inválidos                   | Votos Inválidos                   | 720 990            |                    |                    |                    |                    |
| Total                   | Total                             | Total                             | 46 995 915         | 100,00 / 100,00    |                    | 328 / 328          | 80                 |
| Eleitorado/Participação | Eleitorado/Participação           | Eleitorado/Participação           | 60 436 560         | 77,66 / 100,00     | 6,67               |                    |                    |
| Fonte                   | Fonte                             | Fonte                             | [ 7 ]              | [ 7 ]              | [ 7 ]              | [ 7 ]              | [ 7 ]              |

### Total de Deputados
| Partido | Partido                           | Partido                           | Distrito Eleitoral | Distrito Eleitoral | Lista de Partido | Lista de Partido | Total     | Total |
| Partido | Partido                           | Partido                           | Deputados          | +/-                | Deputados        | +/-              | Deputados | +/-   |
| ------- | --------------------------------- | --------------------------------- | ------------------ | ------------------ | ---------------- | ---------------- | --------- | ----- |
|         |                                   | União Democrata-Cristã            | 192 / 328          | 68                 | 76 / 334         | 15               | 268 / 662 | 83    |
|         | União Social-Cristã               | 43 / 328                          | 2                  | 8 / 334            | 4                | 51 / 662         | 2         |       |
| CDU/CSU | CDU/CSU                           | 235 / 328                         | 66                 | 84 / 334           | 19               | 319 / 662        | 85        |       |
|         | Partido Social-Democrata          | Partido Social-Democrata          | 91 / 328           | 12                 | 148 / 334        | 34               | 239 / 662 | 46    |
|         | Partido Democrático Liberal       | Partido Democrático Liberal       | 1 / 328            | 1                  | 78 / 334         | 30               | 79 / 662  | 31    |
|         | Partido do Socialismo Democrático | Partido do Socialismo Democrático | 1 / 328            | Novo               | 16 / 334         | Novo             | 17 / 662  | Novo  |
|         | Aliança 90/Os Verdes              | Aliança 90/Os Verdes              | 0 / 328            | Novo               | 8 / 334          | Novo             | 8 / 662   | Novo  |
|         | Os Verdes                         | Os Verdes                         | 0 / 328            | Estável            | 0 / 334          | 44               | 0 / 662   | 44    |
|         | Os Republicanos                   | Os Republicanos                   | 0 / 328            | Novo               | 0 / 334          | Novo             | 0 / 662   | Novo  |
|         | Outros (com menos de 1,00%)       | Outros (com menos de 1,00%)       | 0 / 328            |                    | 0 / 334          |                  | 0 / 662   |       |
| Total   | Total                             | Total                             | 328 / 328          | 80                 | 334 / 334        | 63               | 662 / 662 | 143   |
| Fonte   | Fonte                             | Fonte                             | [ 7 ]              | [ 7 ]              | [ 7 ]            | [ 7 ]            | [ 7 ]     | [ 7 ] |

## Resultados por Estado Federal
A tabela de resultados apresentada refere-se aos votos obtidos na lista de partido e, apenas, refere-se a partidos com mais de 1,0% dos votos:
| Estado                           | %       | D       | %    | D   | %    | D   | %   | D   | %    | D   | %   | D   | %    | D    | Votantes   |
| Estado                           | CDU CSU | CDU CSU | SPD  | SPD | FDP  | FDP | GRÜ | GRÜ | PDS  | PDS | REP | REP | B'90 | B'90 | Votantes   |
| -------------------------------- | ------- | ------- | ---- | --- | ---- | --- | --- | --- | ---- | --- | --- | --- | ---- | ---- | ---------- |
| Estado                           |         |         |      |     |      |     |     |     |      |     |     |     |      |      | Votantes   |
| Baden-Württemberg                | 46,5    | 39      | 29,1 | 24  | 12,3 | 10  | 5,7 | -   | 0,3  | -   | 3,2 | -   | -    | -    | 5 515 393  |
| Baixa Saxônia                    | 44,3    | 31      | 38,4 | 27  | 10,3 | 7   | 4,5 | -   | 0,3  | -   | 1,0 | -   | -    | -    | 4 640 203  |
| Baviera                          | 51,9    | 51      | 26,7 | 26  | 8,7  | 9   | 4,6 | -   | 0,2  | -   | 5,0 | -   | -    | -    | 6 764 839  |
| Berlim                           | 39,4    | 12      | 30,6 | 9   | 9,1  | 3   | 3,9 | -   | 9,7  | 3   | 2,5 | -   | 3,3  | 1    | 2 043 894  |
| Brandemburgo                     | 36,3    | 8       | 32,9 | 7   | 9,7  | 2   | -   | -   | 11,0 | 3   | 1,7 | -   | 6,6  | 2    | 1 444 148  |
| Bremen                           | 30,9    | 2       | 42,5 | 3   | 12,8 | 1   | 8,3 | -   | 1,1  | -   | 2,1 | -   | -    | -    | 400 467    |
| Hamburgo                         | 36,6    | 6       | 41,0 | 6   | 12,0 | 2   | 5,8 | -   | 1,1  | -   | 1,7 | -   | -    | -    | 988 556    |
| Hesse                            | 41,3    | 22      | 38,0 | 20  | 10,9 | 6   | 5,6 | -   | 0,4  | -   | 2,1 | -   | -    | -    | 3 484 107  |
| Mecklemburgo-Pomerânia Ocidental | 41,2    | 8       | 26,5 | 4   | 9,1  | 1   | -   | -   | 14,2 | 2   | 1,4 | -   | 5,9  | 1    | 1 015 043  |
| Renânia do Norte-Vestfália       | 40,5    | 63      | 41,1 | 65  | 11,0 | 17  | 4,3 | -   | 0,3  | 1   | 1,3 | -   | -    | -    | 10 310 531 |
| Renânia-Palatinado               | 45,6    | 17      | 36,1 | 13  | 10,4 | 4   | 4,0 | -   | 0,2  | -   | 1,7 | -   | -    | -    | 2 397 054  |
| Sarre                            | 38,1    | 4       | 51,2 | 6   | 6,0  | 1   | 2,3 | -   | 0,2  | -   | 0,9 | -   | -    | -    | 721 699    |
| Saxônia                          | 49,5    | 21      | 18,2 | 8   | 12,4 | 5   | -   | -   | 9,0  | 4   | 1,2 | -   | 5,9  | 2    | 2 825 162  |
| Saxônia-Anhalt                   | 38,6    | 12      | 24,7 | 6   | 19,7 | 5   | -   | -   | 9,4  | 2   | 1,0 | -   | 5,3  | 1    | 1 615 723  |
| Schleswig-Holstein               | 43,5    | 11      | 38,5 | 10  | 11,4 | 3   | 4,0 | -   | 0,3  | -   | 1,2 | -   | -    | -    | 1 639 537  |
| Turíngia                         | 45,2    | 12      | 21,9 | 5   | 14,6 | 3   | -   | -   | 8,3  | 2   | 1,2 | -   | 6,1  | 1    | 1 534 654  |
| Alemanha                         | 43,8    | 319     | 33,5 | 239 | 11,0 | 79  | 3,8 | -   | 2,4  | 17  | 2,1 | -   | 1,2  | 8    | 46 995 915 |

### Baden-Württemberg
| Partido                 | Partido                        | Distrito Eleitoral | Distrito Eleitoral | Distrito Eleitoral | Lista de Partidos | Lista de Partidos | Lista de Partidos | Deputados | +/-     |
| Partido                 | Partido                        | Votos              | %                  | +/-                | Votos             | %                 | +/-               | Deputados | +/-     |
| ----------------------- | ------------------------------ | ------------------ | ------------------ | ------------------ | ----------------- | ----------------- | ----------------- | --------- | ------- |
|                         | União Democrata-Cristã         | 2 667 311          | 49,2 / 100,0       | 2,3                | 2 529 051         | 46,5 / 100,0      | 0,2               | 39 / 73   | 3       |
|                         | Partido Social-Democrata       | 1 644 692          | 30,3 / 100,0       | 1,6                | 1 582 957         | 29,1 / 100,0      | 0,2               | 24 / 73   | 2       |
|                         | Partido Democrático Liberal    | 432 526            | 8,0 / 100,0        | 1,9                | 667 272           | 12,3 / 100,0      | 0,3               | 10 / 73   | 1       |
|                         | Os Verdes                      | 368 855            | 6,8 / 100,0        | 1,3                | 311 680           | 5,7 / 100,0       | 4,3               | 0 / 73    | 7       |
|                         | Os Republicanos                | 163 521            | 3,0 / 100,0        | Novo               | 174 272           | 3,2 / 100,0       | Novo              | 0 / 73    | Novo    |
|                         | Os Cinzas - Panteras Cinzentas | 15 081             | 0,3 / 100,0        | Novo               | 53 901            | 1,0 / 100,0       | Novo              | 0 / 73    | Novo    |
|                         | Partido Democrático Ecológico  | 67 061             | 1,2 / 100,0        | 1,2                | 49 915            | 0,9 / 100,0       | 0,7               | 0 / 73    | Estável |
|                         | Outros                         | 61 675             | 1,1 / 100,0        |                    | 70 304            | 1,4 / 100,0       |                   | 0 / 73    |         |
| Votos Inválidos         | Votos Inválidos                | 94 671             | 1,7 / 100,0        | 0,1                | 76 041            | 1,4 / 100,0       | 0,2               |           |         |
| Total                   | Total                          | 5 515 393          | 100,0 / 100,0      |                    | 5 515 393         | 100,0 / 100,0     |                   | 73 / 73   | 1       |
| Eleitorado/Participação | Eleitorado/Participação        | 7 121 831          | 77,4 / 100,0       | 5,7                | 7 121 831         | 77,4 / 100,0      | 5,7               |           |         |

### Baixa Saxônia
| Partido                 | Partido                     | Distrito Eleitoral | Distrito Eleitoral | Distrito Eleitoral | Lista de Partido | Lista de Partido | Lista de Partido | Deputados | +/-  |
| Partido                 | Partido                     | Votos              | %                  | +/-                | Votos            | %                | +/-              | Deputados | +/-  |
| ----------------------- | --------------------------- | ------------------ | ------------------ | ------------------ | ---------------- | ---------------- | ---------------- | --------- | ---- |
|                         | União Democrata-Cristã      | 2 123 178          | 46,2 / 100,0       | 1,3                | 2 039 668        | 44,3 / 100,0     | 1,8              | 31 / 65   | 5    |
|                         | Partido Social-Democrata    | 1 871 561          | 40,7 / 100,0       | 2,7                | 1 765 928        | 38,4 / 100,0     | 3,0              | 27 / 65   | 1    |
|                         | Partido Democrático Liberal | 294 495            | 6,4 / 100,0        | 2,0                | 474 609          | 10,3 / 100,0     | 1,5              | 7 / 65    | 1    |
|                         | Os Verdes                   | 222 755            | 4,8 / 100,0        | 1,5                | 205 449          | 4,5 / 100,0      | 2,9              | 0 / 65    | 5    |
|                         | Os Republicanos             | 34 483             | 0,8 / 100,0        | Novo               | 46 934           | 1,0 / 100,0      | Novo             | 0 / 65    | Novo |
|                         | Outros                      | 47 066             | 1,0 / 100,0        |                    | 70 797           | 1,5 / 100,0      |                  | 0 / 65    |      |
| Votos Inválidos         | Votos Inválidos             | 46 665             | 1,0 / 100,0        | 0,1                | 36 818           | 0,8 / 100,0      | 0,1              |           |      |
| Total                   | Total                       | 4 640 203          | 100,0 / 100,0      |                    | 4 640 203        | 100,0 / 100,0    |                  | 65 / 65   | 2    |
| Eleitorado/Participação | Eleitorado/Participação     | 5 760 382          | 80,6 / 100,0       | 4,4                | 5 760 382        | 80,6 / 100,0     | 4,4              |           |      |

### Baviera
| Partido                 | Partido                       | Distrito Eleitoral | Distrito Eleitoral | Distrito Eleitoral | Lista de Partido | Lista de Partido | Lista de Partido | Deputados | +/-  |
| Partido                 | Partido                       | Votos              | %                  | +/-                | Votos            | %                | +/-              | Deputados | +/-  |
| ----------------------- | ----------------------------- | ------------------ | ------------------ | ------------------ | ---------------- | ---------------- | ---------------- | --------- | ---- |
|                         | União Social-Cristã           | 3 423 904          | 54,0 / 100,0       | 3,6                | 3 302 980        | 51,9 / 100,0     | 3,2              | 51 / 86   | 2    |
|                         | Partido Social-Democrata      | 1 748 868          | 27,6 / 100,0       | 0,9                | 1 697 970        | 26,7 / 100,0     | 0,3              | 26 / 86   | 2    |
|                         | Partido Democrático Liberal   | 377 699            | 6,0 / 100,0        | 1,2                | 551 892          | 8,7 / 100,0      | 0,6              | 9 / 86    | 2    |
|                         | Os Republicanos               | 277 272            | 4,4 / 100,0        | Novo               | 316 659          | 5,0 / 100,0      | Novo             | 0 / 86    | Novo |
|                         | Os Verdes                     | 343 930            | 5,4 / 100,0        | 1,9                | 293 039          | 4,6 / 100,0      | 3,1              | 0 / 86    | 7    |
|                         | Partido Democrático Ecológico | 99 926             | 1,6 / 100,0        | 1,3                | 75 027           | 1,2 / 100,0      | 0,6              | 0 / 86    |      |
|                         | Outros                        | 68 000             | 1,0 / 100,0        |                    | 129 616          | 2,0 / 100,0      |                  | 0 / 86    |      |
| Votos Inválidos         | Votos Inválidos               | 80 145             | 1,2 / 100,0        | 0,1                | 52 561           | 0,8 / 100,0      | Estável          |           |      |
| Total                   | Total                         | 6 419 744          | 100,0 / 100,0      |                    | 6 419 744        | 100,0 / 100,0    |                  | 86 / 86   | 1    |
| Eleitorado/Participação | Eleitorado/Participação       | 8 623 570          | 74,4 / 100,0       | 7,3                | 8 623 570        | 74,4 / 100,0     | 7,3              |           |      |

### Berlim
| Partido                 | Partido                           | Distrito Eleitoral | Distrito Eleitoral | Lista de Partido | Lista de Partido | Deputados |
| Partido                 | Partido                           | Votos              | %                  | Votos            | %                | Deputados |
| ----------------------- | --------------------------------- | ------------------ | ------------------ | ---------------- | ---------------- | --------- |
|                         | União Democrata-Cristã            | 805 578            | 40,5 / 100,0       | 792 514          | 39,4 / 100,0     | 12 / 28   |
|                         | Partido Social-Democrata          | 657 066            | 33,1 / 100,0       | 616 320          | 30,6 / 100,0     | 9 / 28    |
|                         | Partido do Socialismo Democrático | 198 786            | 10,0 / 100,0       | 195 613          | 9,7 / 100,0      | 3 / 28    |
|                         | Partido Democrático Liberal       | 152 005            | 7,6 / 100,0        | 183 780          | 9,1 / 100,0      | 3 / 28    |
|                         | Os Verdes                         | 82 907             | 4,2 / 100,0        | 79 192           | 3,9 / 100,0      | 0 / 28    |
|                         | Aliança 90/Os Verdes              | 10 022             | 0,5 / 100,0        | 66 294           | 3,3 / 100,0      | 1 / 28    |
|                         | Os Republicanos                   | 50 360             | 2,5 / 100,0        | 49 408           | 2,5 / 100,0      | 0 / 28    |
|                         | Os Cinzas - Panteras Cinzentas    | 19 430             | 1,0 / 100,0        | 16 882           | 0,8 / 100,0      | 0 / 28    |
|                         | Outros                            | 11 903             | 1,1 / 100,0        | 12 674           | 0,6 / 100,0      | 0 / 28    |
| Votos Inválidos         | Votos Inválidos                   | 55 837             | 2,7 / 100,0        | 31 217           | 1,5 / 100,0      |           |
| Total                   | Total                             | 2 043 894          | 100,0 / 100,0      | 2 043 894        | 100,0 / 100,0    | 28 / 28   |
| Eleitorado/Participação | Eleitorado/Participação           | 2 537 310          | 80,6 / 100,0       | 2 537 310        | 80,6 / 100,0     |           |

### Brandemburgo
| Partido                 | Partido                           | Distrito Eleitoral | Distrito Eleitoral | Lista de Partido | Lista de Partido | Deputados |
| Partido                 | Partido                           | Votos              | %                  | Votos            | %                | Deputados |
| ----------------------- | --------------------------------- | ------------------ | ------------------ | ---------------- | ---------------- | --------- |
|                         | União Democrata-Cristã            | 520 294            | 36,7 / 100,0       | 516 617          | 36,3 / 100,0     | 8 / 22    |
|                         | Partido Social-Democrata          | 485 180            | 34,2 / 100,0       | 468 294          | 32,9 / 100,0     | 7 / 22    |
|                         | Partido do Socialismo Democrático | 166 998            | 11,8 / 100,0       | 157 022          | 11,0 / 100,0     | 3 / 22    |
|                         | Partido Democrático Liberal       | 124 857            | 8,8 / 100,0        | 138 586          | 9,7 / 100,0      | 2 / 22    |
|                         | Aliança 90/Os Verdes              | 106 814            | 7,5 / 100,0        | 94 386           | 6,6 / 100,0      | 2 / 22    |
|                         | Os Republicanos                   |                    |                    | 23 504           | 1,7 / 100,0      | 0 / 22    |
|                         | Outros                            | 13 817             | 1,0 / 100,0        | 25 031           | 1,7 / 100,0      | 0 / 22    |
| Votos Inválidos         | Votos Inválidos                   | 26 188             | 1,8 / 100,0        | 20 708           | 1,4 / 100,0      |           |
| Total                   | Total                             | 1 444 148          | 100,0 / 100,0      | 1 444 148        | 100,0 / 100,0    | 22 / 22   |
| Eleitorado/Participação | Eleitorado/Participação           | 1 956 684          | 73,8 / 100,0       | 1 956 684        | 73,8 / 100,0     |           |

### Bremen
| Partido                 | Partido                           | Distrito Eleitoral | Distrito Eleitoral | Distrito Eleitoral | Lista de Partido | Lista de Partido | Lista de Partido | Deputados | +/-     |
| Partido                 | Partido                           | Votos              | %                  | +/-                | Votos            | %                | +/-              | Deputados | +/-     |
| ----------------------- | --------------------------------- | ------------------ | ------------------ | ------------------ | ---------------- | ---------------- | ---------------- | --------- | ------- |
|                         | Partido Social-Democrata          | 175 297            | 44,3 / 100,0       | 5,2                | 168 496          | 42,5 / 100,0     | 4,0              | 3 / 6     | Estável |
|                         | União Democrata-Cristã            | 127 419            | 32,2 / 100,0       | 0,5                | 122 631          | 30,9 / 100,0     | 2,0              | 2 / 6     | Estável |
|                         | Partido Democrático Liberal       | 35 859             | 9,1 / 100,0        | 4,5                | 50 630           | 12,8 / 100,0     | 4,0              | 1 / 6     | Estável |
|                         | Os Verdes                         | 37 558             | 9,5 / 100,0        | 2,2                | 32 840           | 8,3 / 100,0      | 6,2              | 0 / 6     | 1       |
|                         | Os Republicanos                   | 8 782              | 2,2 / 100,0        | Novo               | 8 225            | 2,1 / 100,0      | Novo             | 0 / 6     | Novo    |
|                         | Os Cinzas - Panteras Cinzentas    | 8 493              | 2,1 / 100,0        | Novo               | 6 934            | 1,7 / 100,0      | Novo             | 0 / 6     | Novo    |
|                         | Partido do Socialismo Democrático |                    |                    |                    | 4 219            | 1,1 / 100,0      | Novo             | 0 / 6     | Novo    |
|                         | Outros                            | 2 279              | 0,6 / 100,0        |                    | 2 344            | 0,6 / 100,0      |                  | 0 / 6     |         |
| Votos Inválidos         | Votos Inválidos                   | 4 780              | 1,2 / 100,0        | 0,3                | 4 148            | 1,0 / 100,0      | 0,2              |           |         |
| Total                   | Total                             | 400 467            | 100,0 / 100,0      |                    | 400 467          | 100,0 / 100,0    |                  | 6 / 6     | 1       |
| Eleitorado/Participação | Eleitorado/Participação           | 523 471            | 76,5 / 100,0       | 6,2                | 523 471          | 76,5 / 100,0     | 6,2              |           |         |

### Hamburgo
| Partido                 | Partido                           | Distrito Eleitoral | Distrito Eleitoral | Distrito Eleitoral | Lista de Partido | Lista de Partido | Lista de Partido | Deputados | +/-     |
| Partido                 | Partido                           | Votos              | %                  | +/-                | Votos            | %                | +/-              | Deputados | +/-     |
| ----------------------- | --------------------------------- | ------------------ | ------------------ | ------------------ | ---------------- | ---------------- | ---------------- | --------- | ------- |
|                         | Partido Social-Democrata          | 429 035            | 43,8 / 100,0       | 0,5                | 402 530          | 41,0 / 100,0     | 0,2              | 6 / 14    | Estável |
|                         | União Democrata-Cristã            | 380 892            | 38,9 / 100,0       | 2,0                | 359 333          | 36,6 / 100,0     | 0,8              | 6 / 14    | 1       |
|                         | Partido Democrático Liberal       | 71 578             | 7,3 / 100,0        | 2,5                | 117 293          | 12,0 / 100,0     | 2,4              | 2 / 14    | 1       |
|                         | Os Verdes                         | 60 713             | 6,2 / 100,0        | 2,8                | 56 096           | 5,8 / 100,0      | 5,2              | 0 / 14    | 2       |
|                         | Os Republicanos                   | 17 308             | 1,8 / 100,0        | Novo               | 16 911           | 1,7 / 100,0      | Novo             | 0 / 14    | Novo    |
|                         | Os Cinzas - Panteras Cinzentas    | 14 817             | 1,5 / 100,0        | Novo               | 11 561           | 1,2 / 100,0      | Novo             | 0 / 14    | Novo    |
|                         | Partido do Socialismo Democrático |                    |                    |                    | 10 358           | 1,1 / 100,0      | Novo             | 0 / 14    | Novo    |
|                         | Outros                            | 4 623              | 0,4 / 100,0        |                    | 5 835            | 0,6 / 100,0      |                  | 0 / 14    |         |
| Votos Inválidos         | Votos Inválidos                   | 9 590              | 1,0 / 100,0        | Estável            | 7 829            | 0,8 / 100,0      | 0,2              |           |         |
| Total                   | Total                             | 988 556            | 100,0 / 100,0      |                    | 988 556          | 100,0 / 100,0    |                  | 14 / 14   |         |
| Eleitorado/Participação | Eleitorado/Participação           | 1 263 637          | 78,2 / 100,0       | 4,7                | 1 263 637        | 78,2 / 100,0     | 4,7              |           |         |

### Hesse
| Partido                 | Partido                     | Distrito Eleitoral | Distrito Eleitoral | Distrito Eleitoral | Lista de Partido | Lista de Partido | Lista de Partido | Deputados | +/-  |
| Partido                 | Partido                     | Votos              | %                  | +/-                | Votos            | %                | +/-              | Deputados | +/-  |
| ----------------------- | --------------------------- | ------------------ | ------------------ | ------------------ | ---------------- | ---------------- | ---------------- | --------- | ---- |
|                         | União Democrata-Cristã      | 1 505 495          | 43,9 / 100,0       | 1,1                | 1 422 262        | 41,3 / 100,0     | Estável          | 22 / 48   | 3    |
|                         | Partido Social-Democrata    | 1 391 642          | 40,6 / 100,0       | 1,0                | 1 308 151        | 38,0 / 100,0     | 0,7              | 20 / 48   | 2    |
|                         | Partido Democrático Liberal | 232 509            | 6,8 / 100,0        | 2,2                | 374 240          | 10,9 / 100,0     | 1,8              | 6 / 48    | 2    |
|                         | Os Verdes                   | 197 897            | 5,8 / 100,0        | 1,6                | 192 110          | 5,6 / 100,0      | 3,8              | 0 / 48    | 4    |
|                         | Os Republicanos             | 43 924             | 1,3 / 100,0        | Novo               | 71 628           | 2,1 / 100,0      | Novo             | 0 / 48    | Novo |
|                         | Outros                      | 58 178             | 0,8 / 100,0        |                    | 74 614           | 2,2 / 100,0      |                  | 0 / 48    |      |
| Votos Inválidos         | Votos Inválidos             | 54 462             | 1,6 / 100,0        | Estável            | 41 102           | 1,2 / 100,0      | Estável          |           |      |
| Total                   | Total                       | 3 484 107          | 100,0 / 100,0      |                    | 3 484 107        | 100,0 / 100,0    |                  | 48 / 48   | 3    |
| Eleitorado/Participação | Eleitorado/Participação     | 4 294 116          | 81,1 / 100,0       | 4,6                | 4 294 116        | 81,1 / 100,0     | 4,6              |           |      |

### Mecklemburgo-Pomerânia Ocidental
| Partido                 | Partido                           | Distrito Eleitoral | Distrito Eleitoral | Lista de Partido | Lista de Partido | Deputados |
| Partido                 | Partido                           | Votos              | %                  | Votos            | %                | Deputados |
| ----------------------- | --------------------------------- | ------------------ | ------------------ | ---------------- | ---------------- | --------- |
|                         | União Democrata-Cristã            | 428 255            | 43,5 / 100,0       | 410 940          | 41,2 / 100,0     | 8 / 16    |
|                         | Partido Social-Democrata          | 303 850            | 30,8 / 100,0       | 264 715          | 26,5 / 100,0     | 4 / 16    |
|                         | Partido do Socialismo Democrático | 138 877            | 14,1 / 100,0       | 141 906          | 14,2 / 100,0     | 2 / 16    |
|                         | Partido Democrático Liberal       | 100 141            | 10,2 / 100,0       | 91 229           | 9,1 / 100,0      | 1 / 16    |
|                         | Aliança 90/Os Verdes              | 6 703              | 0,7 / 100,0        | 58 792           | 5,9 / 100,0      | 1 / 16    |
|                         | Os Republicanos                   |                    |                    | 14 146           | 1,4 / 100,0      | 0 / 16    |
|                         | Outros                            | 7 461              | 0,8 / 100,0        | 15 393           | 1,5 / 100,0      | 0 / 16    |
| Votos Inválidos         | Votos Inválidos                   | 29 756             | 2,9 / 100,0        | 17 922           | 1,8 / 100,0      |           |
| Total                   | Total                             | 1 015 043          | 100,0 / 100,0      | 1 015 043        | 100,0 / 100,0    | 16 / 16   |
| Eleitorado/Participação | Eleitorado/Participação           | 1 432 336          | 70,9 / 100,0       | 1 432 336        | 70,9 / 100,0     |           |

### Renânia do Norte-Vestfália
| Partido                 | Partido                           | Distrito Eleitoral | Distrito Eleitoral | Distrito Eleitoral | Lista de Partido | Lista de Partido | Lista de Partido | Deputados | +/-  |
| Partido                 | Partido                           | Votos              | %                  | +/-                | Votos            | %                | +/-              | Deputados | +/-  |
| ----------------------- | --------------------------------- | ------------------ | ------------------ | ------------------ | ---------------- | ---------------- | ---------------- | --------- | ---- |
|                         | Partido Social-Democrata          | 4 398 704          | 43,2 / 100,0       | 1,7                | 4 195 971        | 41,1 / 100,0     | 2,1              | 65 / 146  | 3    |
|                         | União Democrata-Cristã            | 4 314 743          | 42,4 / 100,0       | 1,2                | 4 131 698        | 40,5 / 100,0     | 0,4              | 63 / 146  | 5    |
|                         | Partido Democrático Liberal       | 692 025            | 6,8 / 100,0        | 2,7                | 1 118 967        | 11,0 / 100,0     | 2,6              | 17 / 146  | 1    |
|                         | Os Verdes                         | 523 549            | 5,1 / 100,0        | 1,4                | 440 216          | 4,3 / 100,0      | 3,2              | 0 / 146   | 7    |
|                         | Os Republicanos                   | 109 480            | 1,1 / 100,0        | Novo               | 132 830          | 1,3 / 100,0      | Novo             | 0 / 146   | Novo |
|                         | Partido do Socialismo Democrático |                    |                    |                    | 28 922           | 0,3 / 100,0      | Novo             | 1 / 146   | Novo |
|                         | Outros                            | 147 807            | 1,4 / 100,0        |                    | 158 033          | 1,5 / 100,0      |                  | 0 / 146   |      |
| Votos Inválidos         | Votos Inválidos                   | 124 223            | 1,2 / 100,0        |                    | 103 889          | 1,0 / 100,0      | 0,2              |           |      |
| Total                   | Total                             | 10 310 531         | 100,0 / 100,0      |                    | 10 310 531       | 100,0 / 100,0    |                  | 146 / 146 | 3    |
| Eleitorado/Participação | Eleitorado/Participação           | 13 098 236         | 78,7 / 100,0       |                    | 13 098 236       | 78,7 / 100,0     | 6,7              |           |      |

### Renânia-Palatinado
| Partido                 | Partido                     | Distrito Eleitoral | Distrito Eleitoral | Distrito Eleitoral | Lista de Partido | Lista de Partido | Lista de Partido | Deputados | +/-  |
| Partido                 | Partido                     | Votos              | %                  | +/-                | Votos            | %                | +/-              | Deputados | +/-  |
| ----------------------- | --------------------------- | ------------------ | ------------------ | ------------------ | ---------------- | ---------------- | ---------------- | --------- | ---- |
|                         | União Democrata-Cristã      | 1 098 953          | 46,7 / 100,0       | 1,5                | 1 078 796        | 45,6 / 100,0     | 0,5              | 17 / 34   | 2    |
|                         | Partido Social-Democrata    | 900 973            | 38,3 / 100,0       | 3,5                | 853 144          | 36,1 / 100,0     | 1,0              | 13 / 34   | 1    |
|                         | Partido Democrático Liberal | 168 221            | 7,2 / 100,0        | 2,4                | 245 283          | 10,4 / 100,0     | 1,3              | 4 / 34    | 1    |
|                         | Os Verdes                   | 114 467            | 4,9 / 100,0        | 1,3                | 245 283          | 4,0 / 100,0      | 3,5              | 0 / 34    | 2    |
|                         | Os Republicanos             | 38 223             | 1,6 / 100,0        | Novo               | 40 910           | 1,7 / 100,0      | Novo             | 0 / 34    | Novo |
|                         | Outros                      | 30 910             | 1,3 / 100,0        |                    | 49 990           | 2,1 / 100,0      |                  | 0 / 34    |      |
| Votos Inválidos         | Votos Inválidos             | 45 307             | 1,9 / 100,0        | 0,3                | 33 335           | 1,4 / 100,0      | 0,1              |           |      |
| Total                   | Total                       | 2 397 504          | 100,0 / 100,0      |                    | 2 397 504        | 100,0 / 100,0    |                  | 34 / 34   | 2    |
| Eleitorado/Participação | Eleitorado/Participação     | 2 935 588          | 81,7 / 100,0       | 5,0                | 2 935 588        | 81,7 / 100,0     | 5,0              |           |      |

### Sarre
| Partido                 | Partido                     | Distrito Eleitoral | Distrito Eleitoral | Distrito Eleitoral | Lista de Partido | Lista de Partido | Lista de Partido | Deputados | +/-     |
| Partido                 | Partido                     | Votos              | %                  | +/-                | Votos            | %                | +/-              | Deputados | +/-     |
| ----------------------- | --------------------------- | ------------------ | ------------------ | ------------------ | ---------------- | ---------------- | ---------------- | --------- | ------- |
|                         | Partido Social-Democrata    | 366 060            | 51,7 / 100,0       | 6,0                | 363 933          | 51,2 / 100,0     | 7,7              | 6 / 11    | 2       |
|                         | União Democrata-Cristã      | 275 887            | 38,9 / 100,0       | 4,9                | 271 310          | 38,1 / 100,0     | 3,1              | 4 / 11    | Estável |
|                         | Partido Democrático Liberal | 34 273             | 4,8 / 100,0        | 1,0                | 42 459           | 6,0 / 100,0      | 0,9              | 1 / 11    | Estável |
|                         | Os Verdes                   | 19 192             | 2,7 / 100,0        | 2,4                | 16 118           | 2,3 / 100,0      | 4,8              | 0 / 11    | 1       |
|                         | Outros                      | 13 100             | 1,8 / 100,0        |                    | 17 378           | 2,4 / 100,0      |                  | 0 / 11    |         |
| Votos Inválidos         | Votos Inválidos             | 13 187             | 1,8 / 100,0        | Estável            | 10 501           | 1,5 / 100,0      | 0,2              |           |         |
| Total                   | Total                       | 721 699            | 100,0 / 100,0      |                    | 721 699          | 100,0 / 100,0    |                  | 11 / 11   | 1       |
| Eleitorado/Participação | Eleitorado/Participação     | 848 363            | 85,1 / 100,0       | 2,2                | 848 363          | 85,1 / 100,0     | 2,2              |           |         |

### Saxônia
| Partido                 | Partido                           | Distrito Eleitoral | Distrito Eleitoral | Lista de Partido | Lista de Partido | Deputados |
| Partido                 | Partido                           | Votos              | %                  | Votos            | %                | Deputados |
| ----------------------- | --------------------------------- | ------------------ | ------------------ | ---------------- | ---------------- | --------- |
|                         | União Democrata-Cristã            | 1 396 508          | 50,5 / 100,0       | 1 376 055        | 49,5 / 100,0     | 21 / 40   |
|                         | Partido Social-Democrata          | 504 416            | 18,2 / 100,0       | 505 176          | 18,2 / 100,0     | 8 / 40    |
|                         | Partido Democrático Liberal       | 293 262            | 10,6 / 100,0       | 345 471          | 12,4 / 100,0     | 5 / 40    |
|                         | Partido do Socialismo Democrático | 253 066            | 9,2 / 100,0        | 251 217          | 9,0 / 100,0      | 4 / 40    |
|                         | Aliança 90/Os Verdes              | 220 497            | 8,0 / 100,0        | 163 192          | 5,9 / 100,0      | 2 / 40    |
|                         | União Social Alemã                | 70 381             | 2,5 / 100,0        | 48 365           | 1,7 / 100,0      | 0 / 40    |
|                         | Os Republicanos                   | 2 310              | 0,1 / 100,0        | 33 605           | 1,2 / 100,0      | 0 / 40    |
|                         | Os Cinzas - Panteras Cinzentas    | 9 975              | 0,4 / 100,0        | 28 898           | 1,0 / 100,0      | 0 / 40    |
|                         | Outros                            | 14 116             | 0,5 / 100,0        | 28 691           | 1,0 / 100,0      | 0 / 40    |
| Votos Inválidos         | Votos Inválidos                   | 60 631             | 2,1 / 100,0        | 44 492           | 1,6 / 100,0      |           |
| Total                   | Total                             | 2 825 162          | 100,0 / 100,0      | 2 825 162        | 100,0 / 100,0    | 40 / 40   |
| Eleitorado/Participação | Eleitorado/Participação           | 3 707 677          | 76,2 / 100,0       | 3 707 677        | 76,2 / 100,0     |           |

### Saxônia-Anhalt
| Partido                 | Partido                           | Distrito Eleitoral | Distrito Eleitoral | Lista de Partido | Lista de Partido | Deputados |
| Partido                 | Partido                           | Votos              | %                  | Votos            | %                | Deputados |
| ----------------------- | --------------------------------- | ------------------ | ------------------ | ---------------- | ---------------- | --------- |
|                         | União Democrata-Cristã            | 624 431            | 39,4 / 100,0       | 613 515          | 38,6 / 100,0     | 12 / 26   |
|                         | Partido Social-Democrata          | 399 221            | 25,2 / 100,0       | 393 396          | 24,7 / 100,0     | 6 / 26    |
|                         | Partido Democrático Liberal       | 279 316            | 17,6 / 100,0       | 314 265          | 19,7 / 100,0     | 5 / 26    |
|                         | Partido do Socialismo Democrático | 158 333            | 10,0 / 100,0       | 149 053          | 9,4 / 100,0      | 2 / 26    |
|                         | Aliança 90/Os Verdes              | 105 157            | 6,6 / 100,0        | 83 976           | 5,3 / 100,0      | 1 / 26    |
|                         | Os Republicanos                   |                    |                    | 15 197           | 1,0 / 100,0      | 0 / 26    |
|                         | Outros                            | 19 291             | 1,2 / 100,0        | 21 984           | 1,3 / 100,0      | 0 / 26    |
| Votos Inválidos         | Votos Inválidos                   | 29 974             | 1,9 / 100,0        | 24 337           | 1,5 / 100,0      |           |
| Total                   | Total                             | 1 615 723          | 100,0 / 100,0      | 1 615 723        | 100,0 / 100,0    | 26 / 26   |
| Eleitorado/Participação | Eleitorado/Participação           | 2 237 790          | 72,2 / 100,0       | 2 237 790        | 72,2 / 100,0     |           |

### Schleswig-Holstein
| Partido                 | Partido                     | Distrito Eleitoral | Distrito Eleitoral | Distrito Eleitoral | Lista de Partido | Lista de Partido | Lista de Partido | Deputados | +/-  |
| Partido                 | Partido                     | Votos              | %                  | +/-                | Votos            | %                | +/-              | Deputados | +/-  |
| ----------------------- | --------------------------- | ------------------ | ------------------ | ------------------ | ---------------- | ---------------- | ---------------- | --------- | ---- |
|                         | União Democrata-Cristã      | 746 880            | 46,1 / 100,0       | Estável            | 705 983          | 43,5 / 100,0     | 1,6              | 11 / 24   | 2    |
|                         | Partido Social-Democrata    | 668 086            | 41,2 / 100,0       | 1,8                | 626 008          | 38,5 / 100,0     | 1,4              | 10 / 24   | 1    |
|                         | Partido Democrático Liberal | 110 460            | 6,8 / 100,0        | 2,5                | 185 636          | 11,4 / 100,0     | 2,0              | 3 / 24    | 1    |
|                         | Os Verdes                   | 66 062             | 4,1 / 100,0        | 1,8                | 65 054           | 4,0 / 100,0      | 4,0              | 0 / 24    | 2    |
|                         | Os Republicanos             | 19 022             | 1,2 / 100,0        | Novo               | 18 823           | 1,2 / 100,0      | Novo             | 0 / 24    | Novo |
|                         | Outros                      | 10 923             | 0,7 / 100,0        |                    | 23 172           | 1,4 / 100,0      |                  | 0 / 24    |      |
| Votos Inválidos         | Votos Inválidos             | 18 104             | 1,1 / 100,0        | Estável            | 14 861           | 0,9 / 100,0      | 0,1              |           |      |
| Total                   | Total                       | 1 639 537          | 100,0 / 100,0      |                    | 1 639 537        | 100,0 / 100,0    |                  | 24 / 24   | 2    |
| Eleitorado/Participação | Eleitorado/Participação     | 2 085 858          | 78,6 / 100,0       | 5,8                | 2 085 858        | 78,6 / 100,0     | 5,8              |           |      |

### Turíngia
| Partido                 | Partido                           | Distrito Eleitoral | Distrito Eleitoral | Lista de Partido | Lista de Partido | Deputados |
| Partido                 | Partido                           | Votos              | %                  | Votos            | %                | Deputados |
| ----------------------- | --------------------------------- | ------------------ | ------------------ | ---------------- | ---------------- | --------- |
|                         | União Democrata-Cristã            | 691 750            | 45,9 / 100,0       | 684 743          | 45,2 / 100,0     | 12 / 23   |
|                         | Partido Social-Democrata          | 335 329            | 22,2 / 100,0       | 332 377          | 21,9 / 100,0     | 5 / 23    |
|                         | Partido Democrático Liberal       | 195 909            | 13,0 / 100,0       | 221 621          | 14,6 / 100,0     | 3 / 23    |
|                         | Partido do Socialismo Democrático | 133 003            | 8,8 / 100,0        | 125 154          | 8,3 / 100,0      | 2 / 23    |
|                         | Aliança 90/Os Verdes              | 102 834            | 6,8 / 100,0        | 92 567           | 6,1 / 100,0      | 1 / 23    |
|                         | União Social Alemã                | 32 115             | 2,1 / 100,0        | 20 023           | 1,3 / 100,0      | 0 / 23    |
|                         | Os Republicanos                   | 2 967              | 0,2 / 100,0        | 17 969           | 1,2 / 100,0      | 0 / 23    |
|                         | Outros                            | 13 277             | 0,9 / 100,0        | 19 818           | 1,3 / 100,0      | 0 / 23    |
| Votos Inválidos         | Votos Inválidos                   | 27 470             | 1,8 / 100,0        | 20 382           | 1,3 / 100,0      |           |
| Total                   | Total                             | 1 534 654          | 100,0 / 100,0      | 1 534 654        | 100,0 / 100,0    | 23 / 23   |
| Eleitorado/Participação | Eleitorado/Participação           | 2 009 711          | 76,4 / 100,0       | 2 009 711        | 76,4 / 100,0     |           |